# Морозовский округ
Морозовский округ — административно-территориальная единица РСФСР, существовавшая в 1924—1925 годах.

## История
Морозовский округ был образован в начале в июне 1924 года.
Центром Морозовского округа являлась станица Морозовская.
В июне 1925 года Морозовский округ был упразднён, а территория присоединена к Шахтинскому округу Северо-Кавказского края.

## Состав
На 1 октября 1924 года в округе значилось 4 района:
- Маньково-Березовский,
- Морозовский,
- Обливский,
- Тацинский.

В них было 42 сельсовета и 390 населенных пунктов.